# باشگاه فوتبال پورتو بی
باشگاه فوتبال پورتو بی که به عنوان پورتو بی شناخته می‌شود، یک تیم فوتبال حرفه‌ای پرتغالی است که به عنوان تیم دوم یا ذخیره پورتو عمل می‌کند. آن‌ها در سگوندا لیگا، دومین سطح فوتبال حرفه‌ای در پرتغال رقابت می‌کنند و در ورزشگاه خورخه سامپایو بازی‌های خانگی خود را انجام می‌دهند.
به عنوان یک تیم ذخیره، هرگز این تیم نمی‌تواند در سطحی از لیگ که تیم اصلی رقابت می‌کند حضور داشته باشد در نتیجه حتی اگر صدرنشین لیگا پرتغال ۲ شود، به علت حضور پورتو در سطح لیگ برتر، به لیگ برتر فوتبال پرتغال صعود نخواهد کرد و تیم‌های پایین‌تر جانشین آن‌ها خواهند شد در سایر رقابت‌های جام داخلی مانند جام حذفی فوتبال پرتغال و لیگ‌کاپ پرتغال نیز نمی‌توانند شرکت کنند.

## تاریخچه
پیش از پایان فصل ۲۰۱۱–۲۰۱۲، هفت باشگاه لیگ برتری پرتغال، تمایل خود را برای ایجاد یک تیم بی برای پر کردن شش جای خالی موجود در فصل آتی سگوندا لیگا اعلام کردند. شش باشگاه از این باشگاه‌ها برای داشتن تیم بی، به عنوان واجد شرایط اعلام شدند. در نهایت بنفیکا، براگا، ماریتیمو، پورتو، اسپورتینگ لیسبون و ویتوریا گیمارش، تیم بی خود را تأسیس کردند.
LPFP اعلام کرد که تیم‌های B برای رقابت در لیگا پرتغال ۲ ۲۰۱۲–۲۰۱۳ باید مبلغ ۵۰۰۰۰ یورو بپردازند. علاوه بر این، LPFP همچنین تیم‌ها را ملزم می‌کند که قوانین جدیدی را در مورد انتخاب بازیکن، مانند داشتن حداقل ده بازیکن در آکادمی باشگاه و با شرط سنی ۱۵ تا ۲۱ سال، با حداکثر سه بازیکن بالای ۲۳ سال، پیروی کنند.
LPFP همچنین تصمیم گرفت که تیم‌های B به دلیل امکان بازی در برابر تیم اصلی باشگاه، واجد شرایط رقابت در رقابت‌های جام حذفی و همچنین صعود به لیگ برتر نیستند.
در اواخر ماه مه ۲۰۱۲، رسماً اعلام شد که تیم‌های B از شش باشگاه لیگ برتر فوتبال پرتغال، در فصل ۲۰۱۳–۲۰۱۳ سگوندا لیگا به رقابت خواهند پرداخت. این تصمیم منجر به افزایش تعداد تیم‌ها از ۱۶ به ۲۲ و تعداد بازی‌ها از ۳۰ به ۴۲ شد.
در فصل ۲۰۱۳–۲۰۱۴، تیم، که در بیشتر فصل توسط لوئیس کاسترو هدایت می‌شد، به عنوان نایب قهرمانی دست یافت، اما واجد شرایط صعود به لیگ برتر نبود. دو سال بعد، با بازگشت کاسترو به عنوان سرمربی، و آندره سیلوا که ۱۴ بار گلزنی کرد، تیم با پنج امتیاز اختلاف نسبت به نایب قهرمان، قهرمان لیگ شد.